# ريمي ريان
ريمي ريان (بالإنجليزية: Remy Ryan)‏ هي ممثلة أمريكية، ولدت في 24 يناير 1984 بلوس أنجلوس في الولايات المتحدة.

## أعمال

### أفلام
- (1993) روبوكوب 3[2][3]

## وصلات خارجية
- ريمي ريان على موقع IMDb (الإنجليزية)
- ريمي ريان على موقع روتن توميتوز (الإنجليزية)
- ريمي ريان على موقع قاعدة بيانات الفيلم (الإنجليزية)